# Masha Mashkova

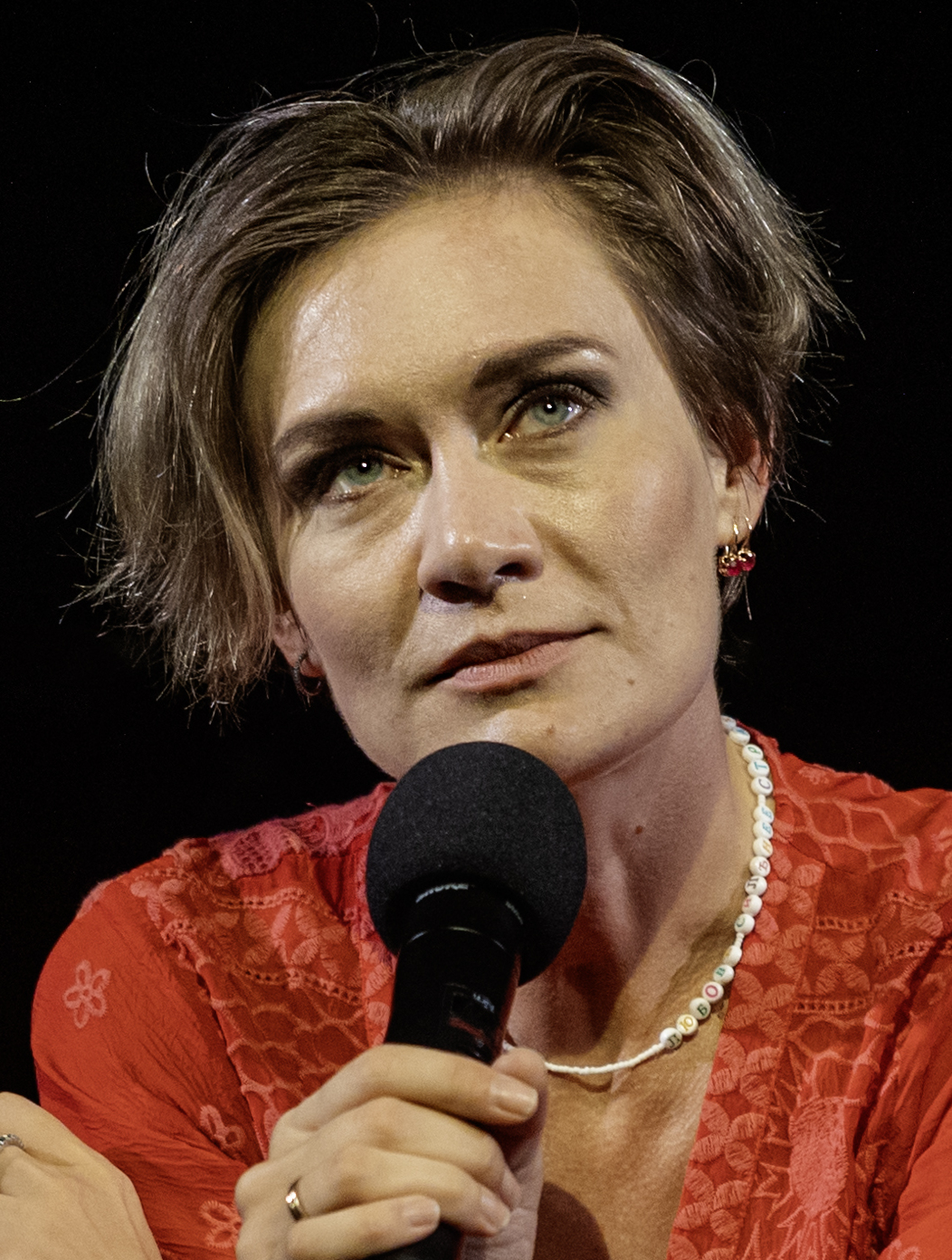
Masha Mashkova (2024)

Masha Mashkova (ursprünglich Maria Wladimirowna Maschkowa, russisch Мари́я Влади́мировна Машко́ва; * 19. April 1985 in Nowosibirsk, Russland) ist eine russisch-amerikanische Schauspielerin.

## Leben

### Kindheit und Jugend
Mashkovas Eltern Wladimir Maschkow und Jelena Schewtschenko, beide Schauspieler und Regisseure, stammen aus Nowosibirsk. Beide versuchten früh, in Moskau Fuß zu fassen, weshalb Mashkova die ersten Jahre ihres Lebens größtenteils bei ihren Großeltern in einer Flughafensiedlung bei Nowosibirsk wohnte. 1992 zog sie zu ihrer Mutter nach Moskau, wo sie im Alter von sieben Jahren auf der Bühne des Moskauer Majakowski-Theaters in einer kleinen Rolle auftrat. Als sie 1993 mit ihrer Familie die Ereignisse rund um die russische Verfassungskrise im Fernsehen verfolgte, hinterließ laut ihrer Aussage insbesondere die Live-Berichterstattung der NTW-Journalistin Swetlana Sorokina bei ihr einen nachhaltigen Eindruck.
Ihr Filmdebüt gab sie 1997 im Alter von elf Jahren in Wladimir Grammatikows Die kleine Prinzessin. 1998 spielte sie zusammen mit ihrer Mutter in der populären Gangsterkomödie Mama ne gorjuj.

### Studium und Karriere
Nach ihrem Schulabschluss im Jahr 2002 studierte sie kurz an der Fakultät für Wirtschaftswissenschaften der Russischen Plechanow-Wirtschaftsuniversität, wechselte aber schon bald an die Schtschukin-Theaterhochschule, wo sie bei dem bekannten Theaterpädagogen Wladimir Poglasow studierte. Im selben Jahr übernahm sie am Moskauer Majakowski-Theater die Rolle der Hilde in Ibsens Baumeister Solness. 2006 erhielt Mashkova ein Engagement am Lenkom-Theater, das sie 2010 kurz vor der Geburt ihrer ersten Tochter wieder verließ.
Erste Filmerfahrung sammelte sie unter anderem in Wladimir Maschkows Film Papa (2004). Größere Bekanntheit erlangte sie durch die Rolle der Maria Tropinkina in der Fernsehserie Ne rodis krassiwoi (2005–2006). Ab 2006 folgten weitere Auftritte in russischsprachigen Theaterproduktionen und Kinofilmen (z. B. als Katja in Newsmakers – Terror hat ein neues Gesicht) sowie regelmäßige Engagements in TV-Serien, etwa als Widerstandskämpfern Maria Ossipowa in dem russisch-belarussischen Mehrteiler Ochota na gauljaitera (2012) sowie als Sweta in der Sitcom Sweta s towo sweta (zwei Staffeln, 2018–2021).
In jüngster Zeit hat Mashkova auch an internationalen TV- und Kino-Produktionen mitgewirkt, etwa in der britischen Krimiserie McMafia (seit 2018) sowie zuletzt in dem Science-Fiction-Thriller I.S.S. (2023) von Gabriela Cowperthwaite und der Miniserie Lady in the Lake (2024) von Alma Har'el.
Im Zuge von Recherchen zu ihrer Familiengeschichte stieß Mashkova auf das Tagebuch ihrer Ururgroßmutter Melania (Milja) Sewruk-Selenskaja. Nach dessen Motiven schrieb und inszenierte sie das Ein-Personen-Theaterstück Nadeschdiny, das im Oktober 2023 in Chișinău, Republik Moldau, uraufgeführt wurde.

### Emigration
Seit etwa 2016 hat sich Mashkovas Lebensmittelpunkt zunehmend in die USA verlagert. Seit der russischen Invasion der Ukraine lebt sie dort dauerhaft mit ihrer Familie. 2023 nahm sie die US-amerikanische Staatsbürgerschaft an und nennt sich seither offiziell Masha Mashkova.

## Familie
Von 2005 bis April 2009 war Mashkova mit dem Schauspieler Artjom Semakin verheiratet. Seit September 2009 ist sie mit dem Pianisten, Schauspieler, Drehbuchautor und Produzenten Sacha Seberg (eigentl. Alexander Slobodjanik jun.) verheiratet. Das Paar hat zwei Töchter.
Mütterlicherseits hat sie zwei Halbbrüder: Nikita (* 1994, als Schauspieler und Dramatiker unter dem Pseudonym „Arseni Farjatjew“ tätig) und Wsewolod (* 2002).

## Politische Überzeugungen
Mashkova hat sich mehrfach gegen die russische Invasion in der Ukraine ausgesprochen und die regimefreundliche Haltung ihres Vaters öffentlich kritisiert.